# Спекторський Євген Васильович
Євген Васильович Спекторський (15 жовтня 1875, Острог, Україна — 3 березня 1951, Нью-Йорк, США) — український філософ і правознавець, професор з 1913, доктор державного права з 1917.

## Біографія
Народився 15 жовтня 1875 року Острозі. У 1898 році закінчив Варшавський університет. У 1898–1901 — працював при університеті, де був залишений для підготовки до професорського звання. У 1901–1903 — студіював у університетах Парижа, Берліна, Геттінгена, Гейдельберга. У 1903 обраний приват-доцентом кафедри енциклопедії та історії філософії права Варшавського університету. У 1910 отримав ступінь магістра права в Юр'євському (Дерптському) університеті. У 1913 році обраний професором кафедри філософії права юридичного факультету Київського університету, водночас викладав на Київських вищих жіночих курсах. У 1914 очолював Київське філософське товариство.
14 грудня 1915 року в Саратові, на загальному засіданні Київського й Саратовського юридичних товариств, професор Київського університету Святого Володимира Євгеній Васильович Спекторський зачитав свою доповідь, присвячену новомодної тоді у Франції ідеології солідаризму.
У 1917 здобув ступінь доктора державного права у Московському університеті. У 1918 — декан юридичного факультету Київського університету. 29 вересня 1918 ординарний професор університету Св. Володимира, доктор громадського права Спекторський затверджений гетьманом Павлом Скоропадським на посаді ректора університету Св. Володимира, до 1919 — ректор Київського університету Св. Володимира.
У 1920–1924 — професор Белградського університету; в 1924-1927 — професор і декан Російського юридичного факультету при Карловому університеті в Празі. 1927 повернувся до Белградського університету. В 1930-1945 — професор Люблянського університету.
Від 1945 року в еміграції в США, де й помер 1951 року у м. Нью-Йорку.

## Наукові праці
- «До питання про систематизацію у суспільствознавстві» (1903)
- «Органічна теорія суспільства» (1904)
- Очерки по философии общественных наук, в. 1. — (Варшава, 1907);
- Эрхард Вейгель — забытый рационалист XVII в. — (Варшава, 1909);
- «Поняття суспільства в античному світі. Етюд із семантики суспільствознавства» (1911)
- Естественное право у протестантских авторов XVII в. — (Ярославль, 1914);
- «Завдання енциклопедії права» (1915)
- Государство. — (Петроград, 1918);
- «Засади науки про державу і суспільство» (1927)
- «Християнство і російська державність» (1938).
- Спекторский Е.В. Проблема социальной физики в XVII столетии. Том 1. Новое мировоззрение и новая теория науки. - Спб.: Наука, 2006. - 448 с.
- Спекторский Е.В. Проблема социальной физики в XVII столетии. Том 2.  - Спб.: Наука, 2006. - 538 с.